# FAKE (漫画)
『FAKE』（フェイク）は、真東砂波による日本のBL漫画作品。及び漫画を原作としたOVA。

## 概要
1993年から2000年にかけてビーボーイコミックス（ビブロス）から全7巻で発売され、2007年HUG文庫（発行：メディエイション 発売：飛鳥新社）から全5巻で発売された。その後2010年に久々の新作・新レギュラーキャラクターが登場する同人誌「FAKE second」が発行され、現在3巻まで発売中。ただし「FAKE second」は前述の通り同人誌であるため全国の書店では発売されず、指定された書店と指定されたネット通販、及び作者が参加する同人誌即売会での発売となっていたが、2020年からコンパスから電子書籍化されている。
1996年に1話完結編がOVA化（60分）された。1996年版の続編として「FAKE second」についても今後OVA化が検討されている（声優陣は1996年版と同一キャストかについては不明）。 
本作品は「グラビテーション」と並んでアメリカ合衆国で発売された最初の日本のボーイズラブ漫画である。

## ストーリー
二人の刑事ディー・レイトナーとリョウことランディ・マクレーンはN.Y.市警27分署きってのお騒がせ迷コンビ。久々の休暇を得た両者はイギリスへと向かう。ディーはこの旅行を利用し、リョウとより親密になろうとアタックを開始。だがそんな彼らのもとにおじゃま小姑コンビのビッキーとキャル、さらにはディーに熱烈片想い中のJJまでが押しかけてきた。心休まらぬバカンスを過ごすディーとリョウだが、彼らが停泊中の湖畔のホテル周辺では日系人ばかりを狙った連続殺人事件が発生し……。

## キャラクター
ランディ・リョウ・マクレーン
声：飛田展男
日系人。本名の名前はりょうで、苗字は不明。
見た目は華奢だが、中身は堅物。射撃は超一流で部屋もきれい。
18歳の時に両親を事故で失い、おばさんに預けられ警察官になる。のちに両親は間違って殺された事を知る。
ディー・レイトナー
声：関智一
自他共に認める男前。リョウを気に入り猛アタックするもいつも逃げられてしまう。
捨て子で、孤児院で育ち、警察官になる。リョウとは相棒。
ビッキー
声：松本梨香
キャル
声：山崎和佳奈

## OVA

### スタッフ
- 原作：真東砂波(青磁ビブロス刊)月刊MAGAZINE BE×BOY連載)
- 監督：鈴木行
- 脚本：遠藤明範
- キャラクターデザイン・作画監督：宮崎なぎさ
- 色指定：横尾淳子
- 美術監督：朝倉千登勢
- 撮影監督：大瀧勝之
- 編集：正木直幸
- 音楽：大野克夫
- 音響監督：藤山房伸
- アニメーション制作：ジェー・シー・スタッフ
- 製作：株式会社プラセット

### 主題歌
- OP：KIX・S「Everybody! Shake It Buddy!」
- ED：松本梨香「Starlight Heaven」

## 書籍情報
- ビーボーイコミックス（青磁ビブロス）B6判
  - FAKE I 1994年9月10日 ISBN 4-88271-261-X
  - FAKE II 1995年10月9日 ISBN 4-88271-337-3
  - FAKE III 1996年8月10日 ISBN 4-88271-483-3
  - FAKE IV 1996年12月24日 ISBN 4-88271-573-2
  - FAKE V 1998年3月18日 ISBN 4-88271-770-0
  - FAKE VI 1999年4月10日 ISBN 4-88271-960-6
  - FAKE VII 2000年8月10日 ISBN 4-8352-1087-5
- HUG文庫（発行：メディエイション 発売：飛鳥新社）文庫版
  - FAKE 1 2007年1月10日 ISBN 978-4-87031-779-6
  - FAKE 2 2007年2月10日 ISBN 978-4-87031-780-2
  - FAKE 3 2007年3月10日 ISBN 978-4-87031-781-9
  - FAKE 4 2007年4月10日 ISBN 978-4-87031-782-6
  - FAKE 5 2007年6月1日 ISBN 978-4-87031-783-3
- STUDIO THUNDER COMICS　A5判
  - FAKE second 01 2010年1月10日
  - FAKE second 02 2010年3月21日
  - FAKE second 03 2011年5月26日